# Little Mitton
Little Mitton is een civil parish in het bestuurlijke gebied Ribble Valley, in het Engelse graafschap Lancashire. In 2001 telde het civil parish 42 inwoners.